# Општина Бранешти (Илфов)
Бранешти (рум. Brăneşti) општина је у Румунији у округу Илфов.
Oпштина се налази на надморској висини од 71 m.